# Hjelmfigur
En hjelmfigur er i heraldikken en figur på toppen af en ridders hjelm.
Fra omkring midten af 1300-tallet begyndte man at anbringe en vulst af snoet klæde rundt om hjelmen, dels for at danne basis for hjelmfiguren, dels for at holde holde hjelmklædet på plads. Med samme formål anvendtes ofte også en krone, oprindelig kun brugt af fornemme personer, men efterhånden blev de også almindelige blandt alle stænder, og hjelmkronen er altså ikke en rangkrone. Siden 1700-tallet ses imidlertid ofte også rangkroner på hjelmen, hvilket kan være forvirrende. Ved siden af den traditionelle middelalderlige krone udvikledes efterhånden en række specielle kroneformer. Det vistnok ældste kendte eksempel på brug af hjelmfigur sidder i et segl fra 1197, men først i løbet af 1200- og 1300-tallet blev hjelmfigurer almindelige. De var i reglen fremstillet af læder, lærred på ramme, fjer og lignende, og brugtes især til turnering.

## Engelsk praksis
I britisk heraldik er det almindeligt at benytte hjelmfiguren alene som badge – en praksis, der har ført til at ordet crest blandt lægfolk også har fået betydningen "våbenskjold eller våben". 
- Tallerken med hjelmfigur
Fremstillet af Royal Crown Derby, udstillet på Derby Museum and Art Gallery